# Михаило Полит-Десанчић
Михаило Полит-Десанчић (Нови Сад, 4/16. април 1833 — Пустара мира, Темишвар, 30. март 1920) био је српски политичар, новинар, књижевник.
У Бечу је дипломирао правне науке, а у Паризу политичке. Полиглота и ерудита, најближи сарадник Светозара Милетића и поред њега, највећи српски политичар ондашње Војводине. Уређивао је либералски „Браник“. Био је посланик у хрватском и угарском парламенту, и посланик Црквено-школског сабора у Сремским Карловцима. После распада Милетићеве странке и њене поделе на Радикалну и Либералну, постао је шеф војвођанских либерала. Био је велики беседник. У младости се бавио књижевношћу.

## Биографија
Потиче из имућне новосадске породице, од оца Јована Полита трговца и варошког „комунитетлије”, која је поред куће у граду и дућана, имала и салаш са виноградом у околини. Био је (судећи и по презимену) старог грчког порекла, из Цариграда. Узео је као друго презиме, презиме Десанчић, своје мајке Јулијане, а то је била једна од врло старих српских породица. Михаилова сестра је Савка удата за др Јована Суботића књижевника.
Рођен је Михаило 16. јуна 1833. године у Новом Саду. Вишеструко је током живота повезан са Светозаром Милетићем. У нижим разредима новосадске школе "перцептор" (учитељ) му је био Светозар Милетић. Нижу гимназију је завршио у Новом Саду, а Пети и шести разред ("школу") му је приватно (опет) предавао Милетић у Бечу. Разреде је затим положио на испитима у Карловачког гимназији. Док нису куће Политове, пострадале током мађарске буне оправљене, породица је живела у Бечу. Гимназијско школовање (седми и осми разред) зато он редовно завршава у Бечу, где је и испит зрелости положио. Студије права почиње у Паризу 1853. године. После проведене године у Француској, враћа се и дипломира права на Бечком универзитету 1857. године. Године 1860. српска мисао одвела га је на Цетиње где је био секретар кнеза Данила, али је тај положај морао напустити због климе на Цетињу, која му није одговарала. Вратио се у Беч, где се посветио завршетку образовања, и био произведен за доктора права 19. марта 1861. Пред њим је стајала перспективна адвокатска пракса у Новом Саду, али он се определио за Хрватску, за Загреб. Биће да је то било најпре због језика.
У Бечу током образовања, стиче пријатељство професора Лоренца Штајна, који га је подстицао да се бави изучавањем "народно-економских" наука. Штајн га је увео у свет публицистике и препоручио тамошњим листовима за сарадника. Полит ће до 1861. године писати чланке са више листова, на страним језицима (немачком), у којима је заступао интересе свог српског народа. Од 1855. године дописник је "Deutsche Vierteljahrschrift"-a, а нешто касније исте године и немачког листа "Augsburger Allgemainen Zeitung". Од следеће 1856. године пише и на српском језику, и то у новосадском „Србском дневнику”. Новинарску делатност наставља да проширује 1858. године, у листовима "Nord"-u и "Endepans bensz"-u. Још да поменемо његов велики ангажман у немачком листу "Ost und West" од 1861. године. Објавио је 1862. године на српском језику у Новом Саду књижицу (као превод са немачког), под насловом: "Народност и њен државно правни основ". Био је 1876. године и сарадник бечке "Српске зоре".
Јавни ангажман почиње 1858. године, када је изабран да буде вођа и тумач Босанске депутације. Депутација народних изасланика је тада у Бечу ишла на пријем ради својих захтева код турског амбасадора кнеза Калимахиса. За потребе те делегације написао је на француском језику представку за турског султана, коју су међутим штампали много европски листови. Књижевно-научни рад почиње шездесетих година 19. века када публикује две брошуре на немачком језику. А 1862. године написао је једну романтичарску новелу на српском језику. Био је 1867. године на великој етнографској изложби у Русији - у Москви. То путовање и контакти остварени са руским званичницима, били су за њега драгоцено искуство. После запажених беседа које је одржао, а које су одушевиле Русе, био је представљен и руском цару Александру II, а дуг и озбиљан разговор о националном питању имао је са великим кнезом Константином.
Од априла 1861. године креће његова политичка каријера, а коју је започео као виши чиновник. Тада је именован за великог бележника Сремске жупаније. Исте године постаје изабрани посланик хрватског сабора у Загребу. Већ следеће 1862. године постаје секретар Дворске канцеларије у Бечу, 1864. године враћа се у Загреб где је референт код тамошњег судбеног стола. Између 1865.1868 године опет је политичар - био народни посланик Иришког среза, у хрватском сабору. Пре одласка у Русију 1867. године дао је оставку на посланичко место, и положио адвокатски испит у Загребу. Али када се вратио у Загреб није му било дозвољено да се у Хрватској бави праксом. Морао се вратити у родни Нови Сад где је морао положити адвокатски испит за мађарско право на мађарском језику. То за бечког доктора права није било баш лако савладати. Али будући интелигентан и вредан скупио је снагу и чак бриљантно 1870. године положио мађарски адвокатски испит, који му је омогућио и рад у Угарској. Те године је због чланка "Бока", објављеног у Суботићевом новосадском листу "Народ" и у "Застави", морао ићи на мађарски суд у Пешти. Након Бокељског устанка је тврдио да су Бока и Црна Гора једна целина и оптужен је за велеиздају. Пред пештанском поротом га је бранио Светозар Милетић. Током те "преске парнице" (новинске) својом правничком способношћу и говорничком вештином се успео, након два сата говорења на немачком језику, сасвим одбранити - ослободити кривице. Уследио је његов сјајан политички рад међу Србима у Банату од 1873. године. Био је десна рука и најближи сарадник адвоката Светозара Милетића, вође Српске народне слободоумне странке. у својим рукама српски народњаци су имали моћно оружје, два борбена српска листа. "Заставу" и "Панчевац", који су опет исписали најлепше странице српске историје грађанске Војводине. У Аустрији (Хрватској) због својих залагања за српство, губи право на адвокатуру, па је учио мађарски и прешао у Пешту да се тамо припрема за адвокатски испит.
Био је између 1873.1884 године четири пута за редом посланик Угарског сабора, биран у Банату. Посланик је Српске народне странке у Панчевачком и Уздинском изборном срезу.
Он је 1867. године почасни члан скупштине Српског народног позоришта у Новом Саду. Јануара 1869. године изабран је за дописног члана Српског ученог друштва у Београду, из реда "Хрвата и Срба" (пречана). Полит је затим био члан Управног и Књижевног одбора Матице српске 1873.1874 године. Члан је матичиног Књижевног одељења од 1865. године. 1910. године био је са сестром на Цетињу, на прослави проглашења Црне Горе за краљевину.
Дела: приповетка „Вереница Црногорка“ (1863), драма „Бранивој кнез Захумски“(1868), путописи „Путне успомене“, мемоари „Како сам свој век провео“, „Успомене из 1848-1849“, „Покојници“ и четири књиге „Беседе“. Умро је у Темишвару где је и био сахрањен на периферији града, без достојног споменика - обележја. Постојао је одбор за пренос његових остатака у тадашњу Југославију, који није ништа урадио за више од деценије постојања.
Био је ожењен Минодором (Мара?), из чувене куће Николића из Темишвара, са којом је имао петоро деце,  од којих је један син Божидар (умро у 23. години) а други син Иван поживео, а кћерке: Јулка, Милка и Владислава. Жена му је умрла, па је у Политовој кући домаћинство водила и децу одгајала његова пуница.  Сахрањен је на Успенском гробљу у Новом Саду. Његова ћерка је Владислава Полит Десанчић, а сестра Савка Суботић.
Од 2019. улица на Вождовцу носи његово име.